# 月刊OUT
『月刊OUT』（げっかんアウト）は、1977年から1995年にかけて毎月27日に発行されていたみのり書房刊の月刊雑誌。日本初のアニメ雑誌とされる。判型はB5判。

## 概要
創刊号は1977年3月発売の5月号。みのり書房の『オカルト時代』が休刊となり、その後釜として『艶楽書館』とともに創刊された。創刊テーマはアウトサイダー的に若者文化を見ようというもの（実質サブカルチャー系）であり、「型にとらわれない」という姿勢から、創刊後しばらくの間は判型も毎月異なっていた。
創刊号は芳しい売れ行きではなかったが、続く創刊2号で『宇宙戦艦ヤマト』を巻頭特集。当時はまだアニメはマイナーな存在であり、創刊テーマにもあうということでアニメを取り上げた。4代目編集長の大徳曰く「それ以外の全部が失敗した」ことから、その後は徐々にアニメ路線にシフトを置くようになる。第5号にて『宇宙戦艦ヤマト』劇場版公開に合わせた特集が大当たりしたことで、方向性が決定付けられることになった。
ただし、企画や感覚で勝負するという編集方針があったため、当時流行の兆しを見せていたアニメ情報誌には転向せず、あくまでもサブカルチャー系の雑誌という立ち位置を崩さなかった。

## 特徴
読者の投稿ページが多かったこと、またオリジナルの企画物が特徴的だった。投稿主体のアニメ雑誌として『ファンロード』と並び称されていたが、イラスト主体の『ファンロード』に対しOUTは文章ネタの投稿が主体であり、読者年齢層も高いとされていた。また、アニメを元ネタにしたパロディ「アニパロ」はこの雑誌から広まった。カルトQで出題された「日本で最初に発行されたアニメ雑誌は?」の正答が、1975年創刊の自費出版誌『季刊ファントーシュ』ではなく当誌だった事を考え合わせても、アニメ雑誌としてイメージは強かったものと推測される。
一方、1981年に優れたムックである『ガンダムセンチュリー』を刊行したようにアニメに対して真摯な一面もあり、評論記事や新作アニメ映画を評価する定期的な座談会（1984年頃まで）なども掲載されていた。『アニメージュ』を除くアニメ雑誌5誌が連携して日本アニメ大賞を主催していた1985年には、この5誌の編集長座談会という記事も掲載している。さらに1986年には宮崎駿がおこなったアニメ業界に対する苦言を含む会見を、抄録とはいえアニメ雑誌で唯一掲載したこともある。なお、他の掲載誌は漫画評論誌の『コミックボックス』のみだった。もっとも、その会見で宮崎が『プロジェクトA子』の様な作品を非難した発言を、半年ほど後の記事では、アニメキャラクターによる「新春スター隠し芸大会」で、宮崎監督作品のヒロインが『A子』の寸劇をするというネタにして使うなど、硬軟一方に偏らない幅の広さも持っていた。
読者投稿コーナーに力を入れていたのも特徴である。その結果読者同士の横の連帯も生まれ、読者が自らを「アウシタン」と呼称するようになり、読者集会（アウシタン集会）が全国各地で開催された。しかし投稿コーナーの常連メンバーが固定化し、古参読者にしか分からないような内輪ネタが増加し同時に新規の読者に対してハードルが高くなるという弊害を招き、読者層の高年齢化に拍車をかけた。

## 歴史
- 1977年5月号 - 創刊。
- 1977年6月号 - 『宇宙戦艦ヤマト』特集。森雪のワープ時のヌード姿をカラーグラビアに載せたこともあって雑誌としては異例の増刷を行う。
- 1977年8月号 - 6月号の反響を受け、再びヤマトにページを割く。
- 1977年9月号 - 劇場版『宇宙戦艦ヤマト』公開直前に発売。松本零士参加以前のヤマトの企画書を中心とする大特集号。これがOUTの方向性を決定付けた。
- 1977年12月号 - 判形が細長の変形からB5判になる。『超人ロック』特集。
- 1977年12月号増刊としてアニメ、SF、マンガに特化した『ランデヴー』が創刊。アニメ以外では『サンダーバード』やNHK少年ドラマシリーズ等の特集も組まれ、隔月ペースで1978年9月号まで続いた。
- 1978年 - 『ランデヴー』増刊号として『ランデヴーコミック』が創刊されるが、3号で休刊となる。
- 1978年8月号 - ニューウェーブ漫画ブームの到来を予感した「吾妻ひでおのメロウな世界」特集が組まれる。翌9月から姉妹誌『Peke』創刊。
- 1980年3月号 - 『機動戦士ガンダム』のキャラクター、セイラ・マスのヌードピンナップイラスト「悩ましのアルテイシア」をつけたこともあり、再び空前の売り上げを記録して増刷される。

これは企画時点で「日本サンライズから抗議がくる!」「いや、これくらいやらんとダメだ!」と相当な議論が行われたが、後に編集長となる大徳の「クビをかけるから決行!」の一言によって掲載された。後日OUT誌面には富野由悠季（機動戦士ガンダム監督）の「ねえ! どうせ出すならもっときれいに描いてくれないの! おじさんきれいじゃないとボッキーしないのよね!」というコメントが掲載され「やはり富野さんは只者ではない!」と締めくくられこの騒動は終了した。
- 1980年7月号 - アニメパロディ特集号。以後、アニパロのOUTと認知される。
- 1981年9月 - OUT初のアニメムック、OUT増刊『GUNDAM CENTURY』を発行。以後のガンダムの歴史に様々な面で多大な影響を及ぼす一冊となる。ただ、一部の初版本は表紙にタイトルが印刷されていないというミスがあり回収騒ぎとなる。
- 1981年暮れ - RFラジオ日本にて、OUTとバップがスポンサーのラジオ番組「VAPOUT」開始。パーソナリティは三ツ矢雄二と汀夏子。
- 1984年 - 地方都市各地でOUT読者の集い「アウシタン集会」が開かれ始まる。
- 1985年5月号 - マスコットの「まいど君」誕生。命名は常連投稿者の戸田けいすけ。
- 1994年11月号 - 誌名表記を「月刊アウト」に変更。
- 1995年5月号 - この号をもって休刊。みのり書房自体も解散。
- 2008年12月 - 『かんなぎ』DVD第2巻完全生産限定版の特典として、「月刊OUT Limited 『かんなぎ』特集号」が刊行された。
- 2019年2月 - 『宇宙戦艦ヤマト2202　愛の戦士たち』と組んだ 1号限りの『OUT　宇宙戦艦ヤマト2202 愛の戦士たち 特集号』を刊行。発行元はKADOKAWA[1]。

## 主な投稿コーナー
- FROMお茶の水→ミックスサンド→投稿時代→投稿☆時代→とうこう☆じだい→投稿時代→お茶の水研究所
- よたろうランド
- OUT国官報→月刊さくま→私立さくま学園（さくまあきらが担当）、（官報）→OUT大学→ゆう坊のでたとこまかせ（堀井雄二が担当。「官報」時代はえびなみつる、「大学」時代はイトヒロとの共作）
- 芦田豊雄の人生冗談
  - コーナー内に4コマ漫画『忍者トットリ君』（サムシング吉松）が連載された時期がある。
- ヨモスエ（「世も末」から？）警備隊
- 花小金井かんとりい倶楽部（担当ライターは読者出身の花小金井和典）
- AOI（青い）わたしを責めないで
- 常識探検隊→納得いかね～世直し団

## OUTオリジナル企画
- 『愛はオタクを救う』
- 『宇宙編集者OUTシャイダー』
  - 『宇宙刑事シャイダー』の実写パロディ企画で、名称は「シャイダー」と「アウトサイダー」の掛詞である。OUTシャイダーには大徳編集長自らが扮し、悪人（ザッシギャラン(演・須田留貧)等)と戦った。
  - 必殺技の灰皿ブレードの元ネタは「ばか!編集長が灰皿持つとみんな靴も履かないで逃げだすんだぞ!」という編集者の発言であり、実際に大徳が投げた灰皿が見事に編集者の顔面にヒットするなどの描写も見られた。
  - さらに、敵のボスが富野由悠季の似顔絵にタコの様な足が付いたハリボテ「トミライ」で幹部達がその姿を見て「ボスがあんな東映みたいなキャラなんてもうだめだ!」と逃げ出すなど東映特撮作品をもパロディ化している。
  - 1986年度は当時のメタルヒーローシリーズの「時空戦士スピルバン」にあやかり、スーツの青を赤に塗り直し(実際、大徳編集長が塗り直している写真もあった[要出典]。)、「時空編集者OUTシャイダー」へ改題し、展開した[要出典]。
  - 連載終了後の1987年、東映からOUTシャイダー宛に『仮面ライダーBLACK』出演者オーディションの用紙が発送された[要出典]。

- 『機動戦士Oガンダム』
  - 1986年3月号掲載。『Ζガンダム』の後番組と銘打ったパロディ企画。
- 『サンライズ地球史』『サンライズ宇宙史』
  - 1986年10月号（地球史）、11月号（宇宙史）掲載。当時日本サンライズが過去に制作した全作品を、同じ時間軸上の出来事として（オリジナル設定を加えて）並べる企画。
- 『流星皇子TOMMY』
- 『Jaja馬!カルテット』
  - 1995年3月号より連載開始されるが、直後に本誌が休刊したため、後継誌の『Magazine MEGU』に移行する。
- 『ラムネス07』
  - 1995年5月号（最終号）に掲載。『NG騎士ラムネ&40』の続編と銘打った『マクロス7』との合同パロディ。

## 連載漫画
- 『さなぎロマンシリーズ』（ナギサアキラ）
- 『諸星大二郎シリーズ』（諸星大二郎）
- 『ペイルココーン』（板橋しゅうほう）
- 『シャア猫のこと』（浪花愛）
- 『五右衛門金魚の日々』（浪花愛）
- 『MY HOMEギジェ』（岩崎摂）
- 『ど貴族物語』（ゆうきまさみ）
- 『頭上の脅威』（ゆうきまさみ）
- 『ヤマトタケルの冒険』（ゆうきまさみ）
- 『時をかける学園（※ルビは「ねらわれたしょうじょ」）』（ゆうきまさみ）
- 『戦場で…!?』（やぎざわ梨穂）
- 『活劇少女探偵団』（江口勇）
- 『鬼屋繁盛記』（力押し三五郎）
- 『あるみか通信!!』（山茶花留依）
- 『YA!YA!YA!欄外人物伝』（おとくに桃）
- 『ミチのスケだけど…?』（矢代まさこ）
- 『爆烈天国』（藤井あお）
- 『超人ロック』（聖悠紀）
- 『サイレン戦記』（ひおあきら）

## 連載小説
- 『スペーススカル』（永遠このえ、挿絵・ケダマン）
- 『銀河一周ハネムーン』（永遠このえ、挿絵・スタジオレッド）
- 『ヤナケンのS・S100本勝負』（柳沢健二、挿絵・柳沢健二/かすやたかひろ）
- 『竜伝説ハルミ』（あきみれい、挿絵・近永早苗）
- 『NG騎士ラムネ&40XX』（千葉克彦、挿絵・伊東岳彦、中原れい）
- 『鎧外伝・水滸 澪の彼方へ』（河原よしえ、挿絵・鳳巳乱）
- 『鎧伝サムライトルーパー異聞 夕陽の果て』（海老沼三郎、挿絵・山田きさらか）

## 連載記事
- 京本政樹『HERO大好き!』 - 1993年4月号から。
- 古谷徹『南風クロスオン10m』 - 1993年8月号からMEGU休刊まで。
- 冨永みーな『みんなどう思う? みーな、こう思う』 - 1993年8月号からMEGU休刊まで。MEGU移行後は『お願いしますよ』に改題。
- あかほりさとる『パソピーな日々』 - MEGU1995年9月号から1996年5月号までの全9回。
- 宮村優子『かわらばん』 - MEGU1997年1月号から1997年5月号までの全5回。
- 麻宮騎亜『超道楽散在日記』 - MEGU1997年1月号から1997年5月号までの全5回。キクチミチタカ名義。

## 読者の呼称
OUT読者のことは「アウシタン」（女性は「アウシターナ」）と呼ばれていた。
アウシタンは1979年5月号で、重度のOUT読者を指すものとして、奈良県の読者が提唱した呼称。やがて一般読者もアウシタン、また「隠れアウシタン」などとも呼ばれるようになった。一方のアウシターナは1985年4月号で男性読者が提唱。いずれもOUTファンに受け入れられ、休刊後も読者を指す言葉として定着している。

## Magazine MEGU
みのり書房解散による休刊後、青磁ビブロス（のち「ビブロス」）から発行された後継誌。編集長は引き続き南波健一郎。1995年5月に0号（準備号）が出され、8月発売の9月号で正式に創刊された。
その誌面は既存のアニメ誌のスタイルと、月刊OUTの路線（主に読者投稿コーナー）を折衷したものだった。結果としてOUTの倍以上の部数を売り上げた。しかしその後部数は伸び悩み、なんの前触れなくOUTから移籍してきたコーナーが打ち切られるなどの混乱も見られ、南波は1996年11月号をもって編集長の座を降り、誌面からOUT色は一掃された。しかしこれはOUT時代からの読者層が離れる一方で、新規の読者層の取り込みにも失敗し、部数が低迷する結果となった。結局翌1997年4月に5月号で休刊。

## 関連人物
配列は役職別・次いで五十音順。複数の節に入る人物は、原則として上から優先で分類する。

### 編集長
1. 本村行雄（1977年5月号 - 11月号）
2. 間瀬肇（1977年12月号 - 1978年11月号）
3. 南原四郎（1979年4月号 - 1980年8月号）
4. 大徳哲雄（1980年9月号 - 1987年6月号）
5. 鈴木倫太郎（1987年6月号 - 1991年9月号）
6. 南波健一郎（1991年10月号 - 1995年5月号）

### 編集部員
- 小林治 (M)
- 靍師一彦 (E)
- 木戸岡和典 (R2)
- 浜松克樹 (K)
- 川本耕次 (Q)
- 柳沢健二(Z)
- 杉本幸彦(C)

### イラストレーター・漫画家
（五十音順）
- 芦田豊雄
- 吾妻ひでお
- 板橋しゅうほう（SYUFOの旧名。 『ペイルココーン』を連載）
- 岩崎摂
- 内山亜紀（野口正之）
- 榎本一夫
- 岡本章（1988年5月号から1989年4月号まで表紙イラストを担当）
- 奥谷かひろ
- 桂正和（『ウイングマン』コスプレ）
- 巣田祐里子（くるみぎ☆くるみ）
- 関あきら（1978年4月号にて『スターシマック』[2]の特集が組まれ、書き下ろし設定の掲載や本人への取材も行われた。「東に超人ロックあらば、西にスターシマックあり」としてエスパーマンガの関西代表的な扱いだった）
- 谷村ひとし
- 戸橋ことみ
- 中原れい
- なかむら治彦（中村治弘）
- ナギサアキラ（初期に『さなぎロマンシリーズ』を連載）
- 夏目房之介
- 浪花愛（なにわあい　『シャア猫のこと』など連載）
- ぱんだのよめいり（ぱんよめ/ぱんだのよめいびり。企画記事のイラストや細かいカットを幅広く担当）
- ひおあきら（特集号として1978年5月号にて『未来騎士』他の特集が組まれる。のちに『サイレン戦記』を連載）
- 聖悠紀（初期に『超人ロック』を特集、のち1991年より休刊まで連載）
- 藤井あお
- 眠田直（みんだ☆なお）
- 諸星大二郎
- やぎさわ梨穂
- 柳田直和
- ゆうきまさみ（月刊OUTに持ち込んだ4ページアニパロが、中2ページを抜いて掲載されたのがデビュー。後に各種マンガを連載）

### ライター
（五十音順）
- イトヒロ
- えびなみつる（「官報」）
- 小笠原ちあき（「ちあき&鷹のにょろにょろトーク」）
- キーオ林（スタジオHEGE、ヨシザー晃一と共に「常識探検隊」～「納得いかね～世直し団」を担当）
- 小牧雅伸
- さくまあきら（「官報」「私立さくま学園」）
- 三条陸（「須田留貧」のペンネームで仁最祖義と「ヨモスエ警備隊」を担当）
- 霜月たかなか（アニメ・ジュン）
- 鷹見一幸（榎野英彦・当時のペンネームは榎野彦）
- 強桃克司
- 波多野鷹（「ちあき&鷹のにょろにょろトーク」）
- 堀井雄二（「官報」「ゆう坊のでたとこまかせ」）JR御茶ノ水駅

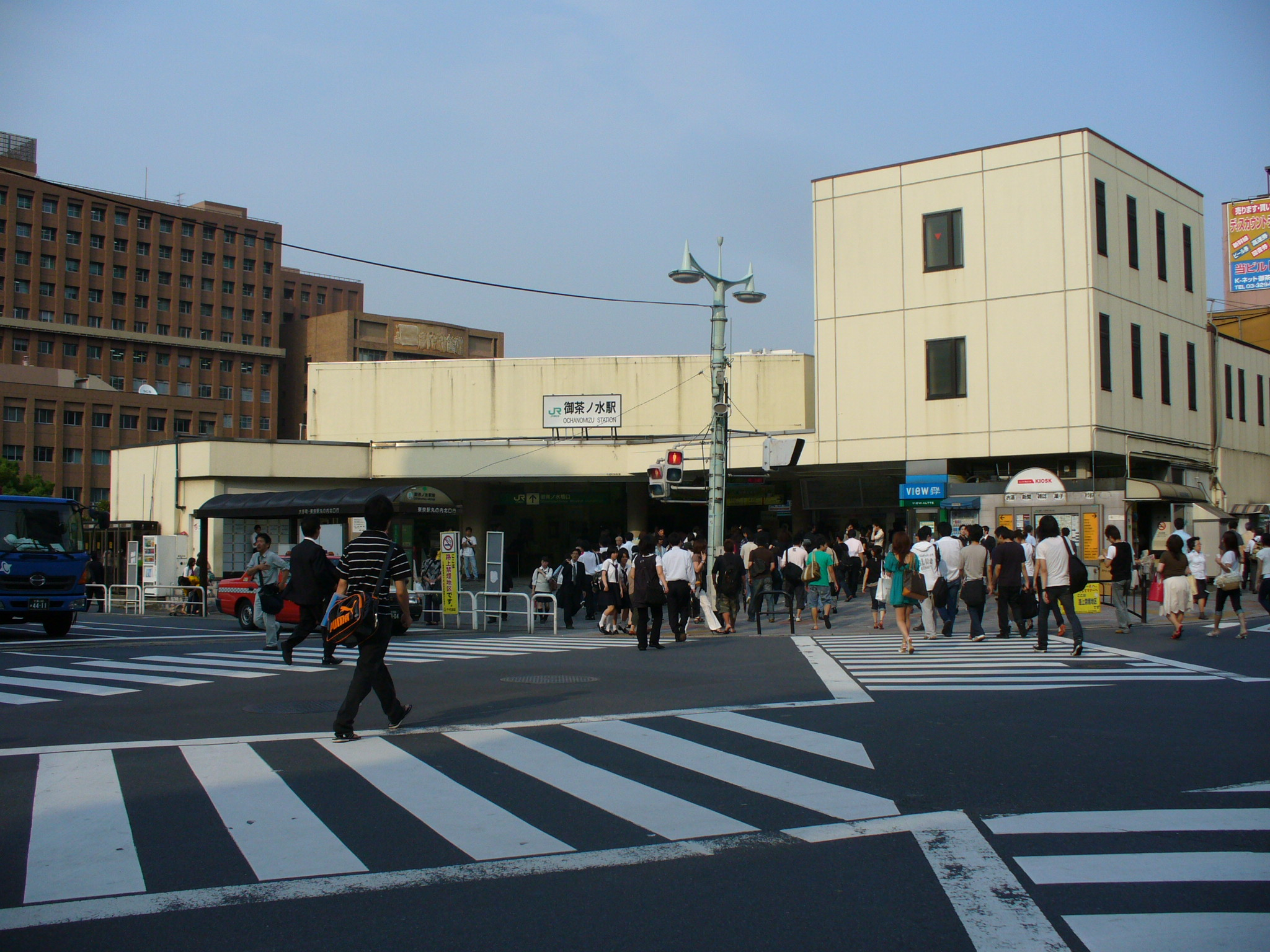
JR御茶ノ水駅

  - 1982年10月号の「ゆう坊のでたとこまかせ」において、「敬老の日記念」として「（読者が高齢者となる）今から60年後」をテーマとした投稿を募集し、掲載した。この中で堀井は、掲載号の発売日から60年後を節目にした「みんな！　もし生きていたら2042年、8月27日、午後3時に、東京お茶の水駅・四ッ谷寄り改札口で、会おうぞっ！　きっと、きっとじゃぞ！」（原文ママ、ただし原文は縦書き、斜め感嘆符）と呼びかける文章で記事を結んだ[3]。
- 南田操
- 柳沢健二 （ショートショート「ヤナケンの100本ランド」など）
- ヨシザー晃一（スタジオHEGE、キーオ林と共に「常識探検隊」～「納得いかね～世直し団」を担当）
- 渡部健（「わん」のペンネームで活動。「色彩派」等イラストコーナーを担当）

### 投稿経験者・常連
（五十音順）
- 池田多恵子
- 石野卓球
- 奥谷かひろ
- 柿沢未途
- 雁えりか
- 倉田タカシ（私の本）
- こいずみまり（木野聖子）
- 椎名高志（最終号でカミングアウト）
- 鈴木みそ
- 武梨えり
- 谷川流
- 畑健二郎
- ひろせみほ/寺島ヒロ（舞音異夢）
- 藤凪かおる（藤井昴）
- ぶるまほげろー
- 山本岳央（山本定吉）
- 結城心一（銅鑼ぼの）

## OUT増刊号・兄弟誌他
ランデヴー
1977年に発刊された増刊号。不定期発行のA4判アニメ誌。タイトルはランデブーとしばしば誤記されるが、正しくはランデヴーである。『超人ロック（新世界戦隊）』が商業誌で初めて連載された本として有名。6号を判型をB5判に変えて出版しそれを最後に休刊。
ランデヴーコミック
ランデヴーの兄弟誌。判形はB5。『超人ロック』『サイレン戦記』他を連載。3号で休刊。
月刊Peke（ペケ）
1978年9月創刊のニューウェーブ漫画誌。翌年79年2月号で休刊。吾妻ひでお『どーでもいんなーすぺーす』、日野日出志『愛しのモンスター』、関あきら『スターシマック』他を連載。三流劇画ブーム・ロリコンブームの仕掛け人といわれる川本耕次が編集長を務めた。
コミックアゲイン
Pekeの復刊という体裁で創刊するも長くは続かなかった。平田弘史の『おのれらに告ぐ』などが連載されたほか、休刊号には大友克洋の少女漫画『危ない! 生徒会長』が掲載されている。
カッコいいやつ‼
1979年12月増刊号。蒸気機関車の特集号。
アニパロコミックス
OUT増刊のコミック誌。後に独立刊行。詳細は『アニパロコミックス』を参照。
ALLAN（アラン。第3号のみ「阿蘭」と表記）
「少女のための耽美派マガジン」をキャッチコピーにした、『JUNE』的な少年愛雑誌。1980年にOUT11月号増刊として創刊。3号より隔月雑誌となり、1983年に独立刊行。1984年、通算22号で休刊。
SFアートギャラリー「クリスタルイマージュ」
1978年10月増刊号。SFイラスト集。掲載画家は中西信行、岩淵慶造、加藤直之、金森達、金子三蔵、新井苑子、畑農照雄、中島靖侃、林巳沙夫、野田弘志。他、光瀬龍が裏表紙に一文を寄せている。